# Branderup
Branderup (tysk: Branderup) er en by i Sønderjylland med 263 indbyggere  (2024), beliggende 20 km vest for Rødekro, 21 km øst for Skærbæk, 9 km syd for Toftlund og 27 km nordøst for Tønder. Byen hører til Tønder Kommune og ligger i Region Syddanmark. I 1970-2006 hørte byen til Nørre Rangstrup Kommune med kommunesæde i Toftlund.
Branderup hører til Branderup Sogn. Branderup Kirke ligger 1 km nordøst for byen. Den er bygget omkring 1150 af granitkvadersten.

## Faciliteter
- Indtil 2008 havde Branderup en skole med 0.-6. klassetrin og 85 elever. Der havde været 7. klasse, men kommunen flyttede den til Agerskov. Skolen var i fare for lukning, men Branderup Friskole blev skabt med 65 elever. Den havde 85 elever i 2013 og 112 i 2020, hvor den også havde fået op til 9. klasse.
- Ved siden af friskolen ligger Børnehuset Udeliv, der er en integreret institution med vuggestue og børnehave og plads til 50 børn.[2]
- I 2006 opførte man multihuset ”Branderup Aktivcenter” på ca. 1800 m² med sportshal, mødelokaler, klublokaler til ungdomsklub, juniorklub og Branderup Ungdoms- og Idrætsforening samt lokale til Lokalhistorisk Arkiv. Friskolen og Børnehuset har adgang til Aktivcentret samt sportspladsen og legepladsen. Aktivcentret er bygget næsten 100% af frivillige for indsamlede midler, offentlige midler og fondsmidler.
- I 2018 købte Tønder Kommune en græsmark over for skolens P-plads og donerede den til byen. Her blev Branderup Aktivitetspark anlagt. Der er plantet læhegn, frugttræer og busklund. Der er et par fitness-øer og multibane med asfaltbund og forskellige bander og mål.
- Branderup Forsamlingshus er 80 år gammelt og har stor sal og lille sal.

## Historie
På Smedebækken findes Branderup Vandmølle, der stammer fra 1400-tallet og var i funktion indtil 1939. Møllen leverede også is til mejeriet. I de kolde isvintre blev mølledammene dæmmet op, så man kunne lave masser af is. Den blev savet ud i blokke og transporteret til mejeriets frysehus, der var godt isoleret med tørvesmuld fra mosen. Her kunne isen holde sig til langt ud på sommeren. Møllesøen er nu blevet et rekreativt område. En sti går ned til søen og forbi Møllegården gennem en lille lund. Der er borde og bænke, shelter og bålplads.

### Jernbanen
Branderup fik i 1904 station på Haderslev Amts Jernbaners strækning Ustrup-Toftlund. Ustrup Station blev et knudepunkt, fordi den allerede i 1899 havde fået forbindelse med både Haderslev og Vojens. I Over Jerstal var der forbindelse med Vamdrup-Padborg-banen (statsbane). Fra Toftlund blev amtsbanen forlænget mod vest til Arnum i 1910 og i 1911 videre til Skærbæk, hvor der var forbindelse med Ribe-Tønder Jernbane (også statsbane).
Foruden stationen i byen blev der ved Branderup Mølle anlagt station, som senere blev nedrykket til trinbræt med sidespor. Her fra banens sydligste punkt blev der i 1916 som led i Sikringsstilling Nord anlagt militærspor mod syd til Øster Terp på Aabenraa Amts Jernbaners Løgumkloster-linje og mod vest i retning af Døstrup.
Strækningen Haderslev-Toftlund blev nedlagt i 1939 som den sidste rest af Haderslev Amtsbaner. Stationsbygningen er bevaret på Branderup Bygade 14.

### Stationsbyen
På det lave målebordsblad efter 1920 ses kro, mejeri, postkontor og bageri.

## Arla
Branderup Mejeri blev grundlagt i 1888 og er et af Arlas ældste mejerier. Der er i 2022 investeret 600 mio. DKK, som øger kapaciteten med 500 mio. liter mælk årligt, svarende til 53.000 ton mozzarella. Udvidelsen øger kapaciteten fra 38.000 ton til 91.000 ton og gør mejeriet til Europas største mozzarella-mejeri. Efter udvidelsen har mejeriet 140 medarbejdere.